# Beyond Dark Castle
Beyond Dark Castle è un videogioco a piattaforme pubblicato per Apple Macintosh nel 1987 e successivamente per Amiga, Apple IIGS e Commodore 64. È il secondo capitolo della serie cominciata con Dark Castle pubblicato l'anno precedente.

## Trama
Il gioco inizia dove il suo prequel era finito, con il principe Duncan che rovescia il trono del Cavaliere Nero e quest'ultimo che precipita nel buio.
Iniziare una nuova partita mostrerà Duncan accedere ad un'ala segreta del castello tirando un candelabro vicino ad un camino. Si ritrova in una gigantesca anticamera, dove ci sono cinque piedistalli ed un grosso cancello. La sua missione è esplorare questa nuova sezione del castello e trovare cinque globi magici che posti sui piedistalli apriranno il cancello, aprendogli la strada verso il Cavaliere Nero.
Come nel precedente capitolo, ci sono due finali leggermente differenti tra loro.
- Giocando in difficoltà facile o normale, sconfitto il Cavaliere Nero questi ricadrà sul trono, e Duncan camminerà verso il camino vicino ad esso. Dopodiché il gioco tornerà al menu principale, dove verrà mostrato il principe danzare per la vittoria. Dopo la visione del punteggio, Duncan raggiungerà di nuovo il camino visto all'inizio della partita e tirerà nuovamente il candelabro, tornando nell'anticamera dove la partita è cominciata.
- Giocando in difficoltà avanzata, sconfitto il Cavaliere Nero questi ricade sul trono, per poi trasformarsi in una piccola sfera di energia e volar via tramite lo stesso passaggio da cui provengono i suoi drink. Dopo la danza di Duncan, la sfera di energia in cui si era trasformato il Cavaliere Nero giunge dalla sommità dello schermo, e trasforma il principe nel Cavaliere Nero, che successivamente tira il candelabro, roteando il camino e nascondendolo, e mostrando la scritta "The End" sulla parete.

## Modalità di gioco
I controlli sono gli stessi di Dark Castle, ma sono state aggiunte delle novità rispetto al prequel, tra cui uno zaino-elicottero, nuovi nemici (come i serpenti) e nuovi oggetti, tra cui anche armi, come le bombe; queste possono essere usate per uccidere piccoli nemici come ratti e serpenti, oppure per aprire passaggi nelle pareti. Inoltre, si possono raccogliere più chiavi, invece di una sola alla volta come nel precedente gioco. È stata aggiunta una barra della salute, un sistema di salvataggio (accessibile raggiungendo uno speciale livello, chiamato "Computer Room") e la modalità "Practice", nella quale si hanno vite infinite. In più ora i livelli sono a scorrimento (a differenza del prequel, dove erano schermate fisse) sia verticale che orizzontale.
Mentre in Dark Castle il Cavaliere Nero può essere raggiunto immediatamente, senza dover necessariamente attraversare gli altri livelli, in Beyond Dark Castle bisogna completare gli altri livelli, poiché gli ultimi due sono dietro il cancello al centro dell'anticamera, e divengono accessibili una volta posti i cinque globi magici sui piedistalli (ognuno dei quali si trova alla fine degli altri livelli).
Il gioco si compone di 16 livelli, accessibili tramite le porte presenti nella sala principale.
- Ye Roof: Computer Room, Clock Tower, Swamp, Forrest.
- West Tower: West Tower Wall, West Labyrinth, West Tower Top.
- East Tower: Black Knight's Brewery, East Labyrinth, East Tower Top.
- Underground: Basement, Catacombs, Dungeon.
- Main Hall: Ante Room, Black Knight's Showdown & The Final Battle.

Come nel precedente capitolo, l'unico tema della colonna sonora è uno spezzone della Toccata e fuga in Re minore di Johann Sebastian Bach, udibile solo nella schermata del titolo.
L'easter egg natalizio presente nel precedente capitolo è stato inserito anche in Beyond Dark Castle, ma funziona solo impostando la data del computer al 25 dicembre e non anche ad un venerdì 13 come nel precedente capitolo.